# Balclutha thaiensis
Balclutha thaiensis är en insektsart som beskrevs av Webb och Vilbaste 1994. Balclutha thaiensis ingår i släktet Balclutha och familjen dvärgstritar. Inga underarter finns listade i Catalogue of Life.